# Agapornithinae
Agapornithinae je podčeleď skupiny papoušků, jedna z pěti podčeledí, které tvoří čeleď alexandrovití. Jejími zástupci jsou malí papoušci s krátkým ocasem, kteří obývají Afriku a Asii. Obvykle mají převážně zelené peří a různá zbarvení hlavy.

## Taxonomie
Podčeleď obsahuje 3 rody:
- Rod Agapornis
  - agapornis šedohlavý - Agapornis canus
  - agapornis Fischerův - Agapornis fischeri
  - agapornis růžovohlavý - Agapornis lilianae
  - agapornis hnědohlavý - Agapornis nigrigenis
  - agapornis škraboškový - Agapornis personatus
  - agapornis savanový - Agapornis pullarius
  - agapornis růžovohrdlý - Agapornis roseicollis
  - agapornis zelenohlavý - Agapornis swindernianus
  - agapornis etiopský - Agapornis taranta
  - Agapornis longipes †
- Rod Bolbopsittacus - loríček
  - loríček modrobradý - Bolbopsittacus lunulatus
- Rod Loriculus - lorikul
  - lorikul ozdobný - Loriculus amabilis
  - lorikul žlutočelý - Loriculus aurantiifrons
  - lorikul srílanský - Loriculus beryllinus
  - Loriculus bonapartei
  - lorikul camiguinský - Loriculus camiguinensis
  - lorikul sangiheský - Loriculus catamene
  - lorikul čevenoskvrnný - Loriculus exilis
  - lorikul rudohrdlý - Loriculus flosculus
  - lorikul korunkatý - Loriculus galgulus
  - lorikul filipínský - Loriculus philippensis
  - lorikul žlutoprsý - Loriculus pusillus
  - lorikul suluský - Loriculus pusillus
  - lorikul červenočelý - Loriculus stigmatus
  - lorikul bismarcký - Loriculus tener
  - lorikul modrobradý - Loriculus vernalis